# Бирлик (Шуский район)
Бирлик (каз. Бірлік) — село в Шуском районе Жамбылской области Казахстана. Административный центр и единственный населённый пункт Бирликского сельского округа. Находится на берегу реки Чу. Код КАТО — 316632100.
Возник как посёлок в 1946 году в связи с сооружением железной дороги Мойынты — Шу. Есть железнодорожная станция, пункт по приёму зерна, сахарной свёклы и другого сельскохозяйственного сырья, хлебозавод. 

## Население
В 1999 году население села составляло 3146 человек (1522 мужчины и 1624 женщины). По данным переписи 2009 года, в селе проживало 5049 человек (2550 мужчин и 2499 женщин).